# Kicke
Kicke ist ein Ortsteil im Stadtteil Alt Refrath von Bergisch Gladbach.

## Geschichte
Der Name Kicke erfolgte in Anlehnung an die frühere Gewannenbezeichnung An der Kicke, die im Urkataster westlich von Altrefrath im Bereich der heutigen Straße Kicke verzeichnet ist. Die Flurbezeichnung Kicken geht auf das mundartliche Verb kicken/kicke (= sehen, gucken, hinsehen, lauern) zurück, das sich als Lehnwort aus dem mittelniederdeutschen kiken (= gucken) entwickelt hat. Im Flurnamen verweist das Wort auf eine Örtlichkeit mit guter Fernsicht oder einen Wachtposten.
Im Gemeindelexikon für die Provinz Rheinland, Ausgabe 1888, hrsg. von dem Königlichen Statistischen Bureau Preußen werden bei Bensberg für Kicke vier Wohnhäuser mit 21 Einwohnern angegeben.